# 今治市制50年記念公園
今治市制50年記念公園（いまばりしせいごじゅうねんきねんこうえん）は、愛媛県今治市にある都市公園（植物公園）である。今治市の市制50年を記念して1971年に建設された。「市民の森」という名前で親しまれている。

## 概要
約25,000本のツツジや約1,500本のボタン、桜や藤などが植えられ、春夏秋冬を通じて花を楽しむことができる公園となっている。また、熱帯植物のオオオニバスが栽培されており毎年は8～9月頃には直径約170cmにもなり、大きく育った葉を観察することができる。今治市では高知県立牧野植物園から譲り受けて栽培を続けており、6月中旬に市内の温室で育てた苗を公園内の円形水槽に移植している。公園内には自然林、遊歩道、野外ステージ、遊具などが整備され、また展望台からは市内を一望できる。

## 沿革
- 1971年 - 開園。

## イベント
毎年4月10日頃から5月中旬まで、公園にこいのぼりが飾りつけられている。地元の山路老人クラブが1986年から続けており、家庭で不要になったこいのぼりを市民から譲り受けて飾り付けている。

## 交通アクセス
- 今治駅より瀬戸内運輸（せとうちバス）イオン線で約7分、「片山」停留所で下車して徒歩で約15分。
- 西瀬戸自動車道今治インターチェンジより車で約1分。

## 公園付近の施設
- イオン今治店
- イオンモール今治新都市
- エディオン今治本店
- 今治明徳短期大学
- 今治明徳中学校・高等学校矢田分校
- 今治市立西中学校
- 今治新都市第1地区

## アクセス
- 西瀬戸自動車道今治インターチェンジ
- 国道196号
- 国道317号